# Élanion blac

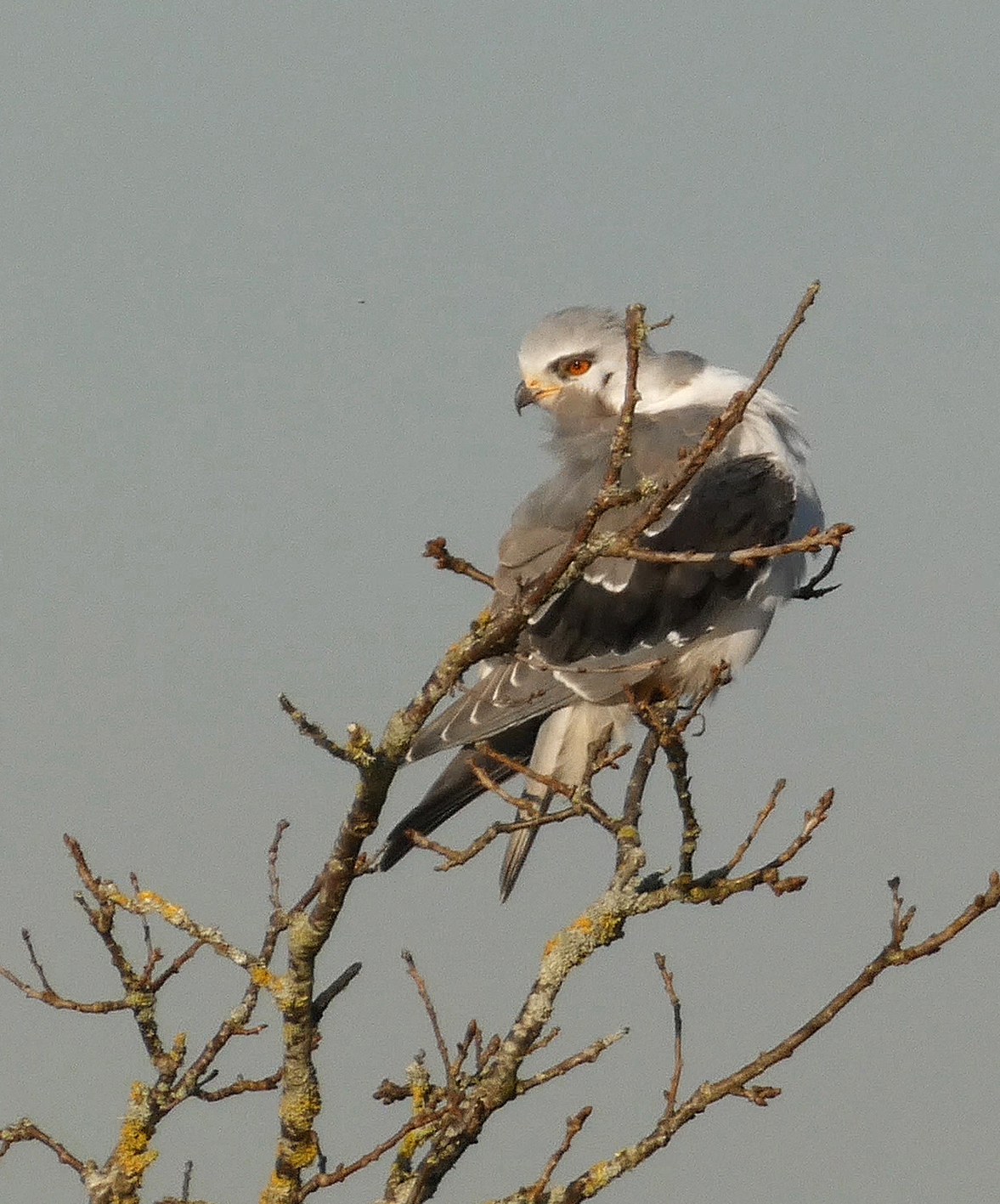
Élanion blac en train de faire sa toilette.

Elanus caeruleus · Élanion blanc
Espèce
Synonymes
- Falco cæruleus Desf., 1789
- Falco vociferus Latham, 1790
- Falco melanopterus Daudin, 1800
- Elanus cæsius Sav., 1809
- Elanus melanopterus Leach, 1817

Statut de conservation UICN

 LC  : Préoccupation mineure
Statut CITES
Répartition géographique
L'Élanion blac (Elanus caeruleus), souvent appelé Élanion blanc, est une espèce de petits rapaces appartenant à la famille des Accipitridae.
Le terme de « blac », choisi par la Commission internationale des noms français des oiseaux, prête à confusion en français et il n'est pas rare que l'espèce soit appelée « Élanion blanc ».

## Nomenclature
- Nom scientifique valide : Elanus caeruleus  (Desfontaines, 1789)[1],
- Nom normalisé (nom technique) CINFO (1993) : Élanion blac[2],
- Noms vulgaires (vulgarisation scientifique) recommandés ou typiques en français : Élanion blac[2],[3],[4], Élanion blanc[2],[3],[5],[6],[4],[7],[8],[9], Milan à épaulettes noires[6],[4].
- Autres noms vulgaires ou noms vernaculaires (langage courant) pouvant désigner éventuellement d'autres espèces : Couhier blac[10] (désuet), Le blac[10] (désuet).

### Étymologie
Elanus vient du grec tardif élanos (milan). Caeruleus signifie « bleu » en latin, et se rapporte à la couleur du dessous de ses ailes. L'espagnol d'ailleurs a retenu cette caractéristique dans sa dénomination et nomme l'élanion Elanio azul (Élanion bleu).
Le terme français de blac a été créé en 1787 par François Levaillant. Celui-ci n'a pas fourni d'explication sur ce choix. Trois hypothèses sont avancées :
- blac pourrait venir de l'arabe ablaq, qui signifie « bigarré de noir et blanc ». L'Élanion en vol, vu de dessous, peut correspondre à ce qualificatif ;
- il pourrait s'agir d'une erreur de retranscription du mot blanc ;
- une mauvaise traduction de l'anglais black a également été évoquée, l'oiseau étant appelé Black-winged kite (c'est-à-dire Milan à ailes noires) par les anglophones. À l'époque de Levaillant, toutefois, l'anglais n'avait pas la prédominance qu'il a aujourd'hui. C'est l'ornithologue suisse Paul Géroudet qui va le premier employer le terme d'Élanion blanc[11].

## Description
L'Élanion blac est un oiseau qui mesure 30 à 35 centimètres de long de la tête au bout de la queue, pour une envergure de plus de 78 centimètres, pour un poids variant de 242 à 276 grammes. 
Il présente une grosse tête pour sa taille et de couleur blanche, de longues ailes et une assez courte queue légèrement fourchue et presque entièrement blanche excepté les rectrices centrales qui sont grises. Cependant, ces rectrices grises ne sont visibles que par dessus l'oiseau, car le dessous de sa queue est absolument blanc. Le dessous de son corps est lui aussi presque exclusivement blanc. Le dessus de son corps et ses ailes sont gris, et ses petites et moyennes couvertures alaires forment une tache plus foncée, presque noire. Ses yeux sont rouges et surmontés d'une bande de plumes noires. Son bec est noir.
Cette espèce ne présente pas de dimorphisme sexuel.

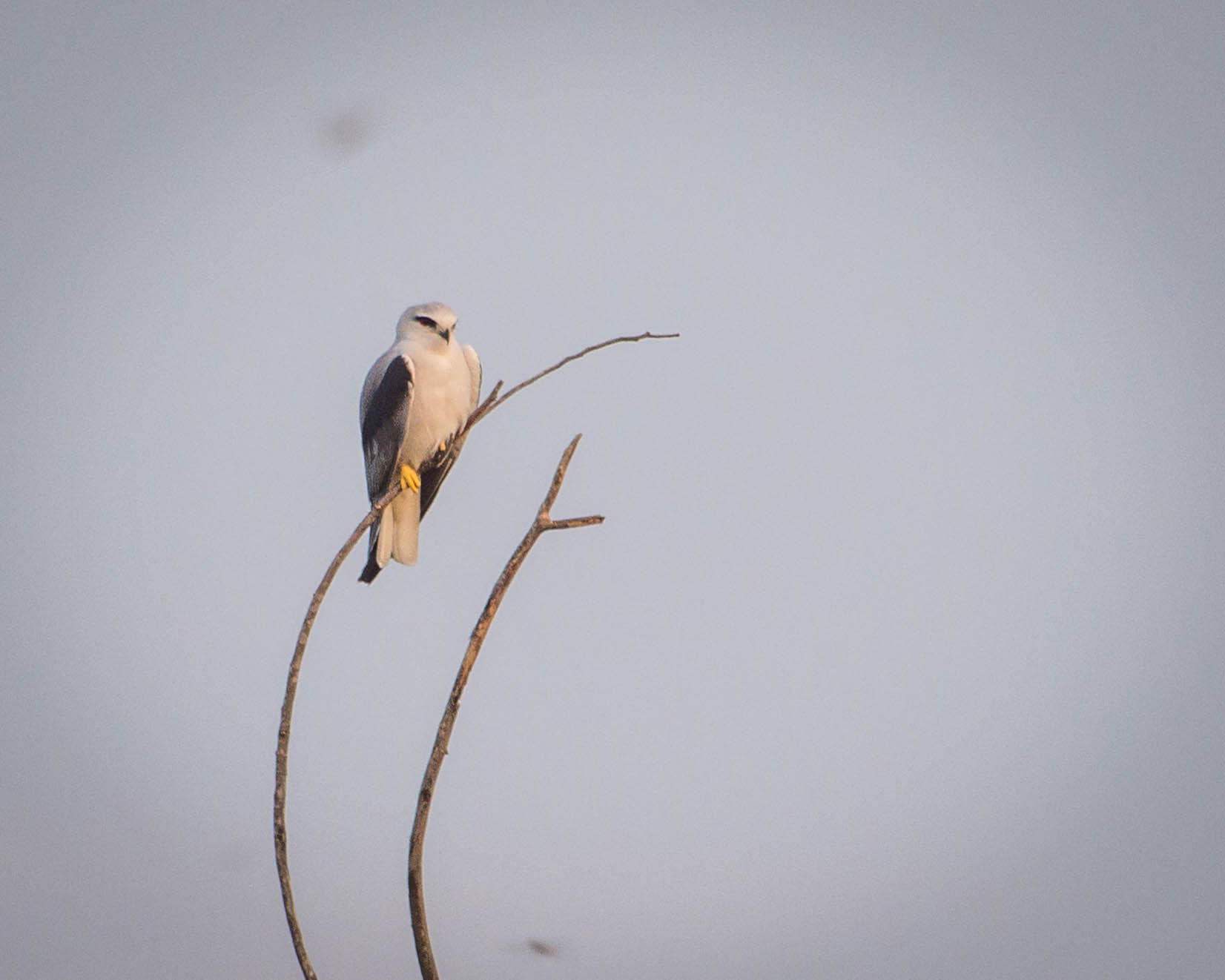
Élanion blac, Bueng Boraphet, Thaïlande.

## Comportement

### Alimentation
Cette espèce se nourrit de rongeurs, de petits reptiles, de gros insectes et de quelques oiseaux. Comme le Faucon crécerelle, il est capable de faire du surplace en volant pour chasser. Il pratique également l'affût, très souvent au crépuscule.

### Reproduction
L'Élanion blac niche généralement dans un arbuste ou un arbre (pin ou chêne) à faible hauteur. Le petit nid est construit avec des brindilles fines et la femelle y dépose trois à cinq œufs. Les oisillons naissent inermes et sans plumes. Au bout de trois semaines, leur plumage est complet et après le premier mois, ils commencent à voler.

Les Élanions blacs refont chaque année un nouveau nid, souvent dans le même arbre.

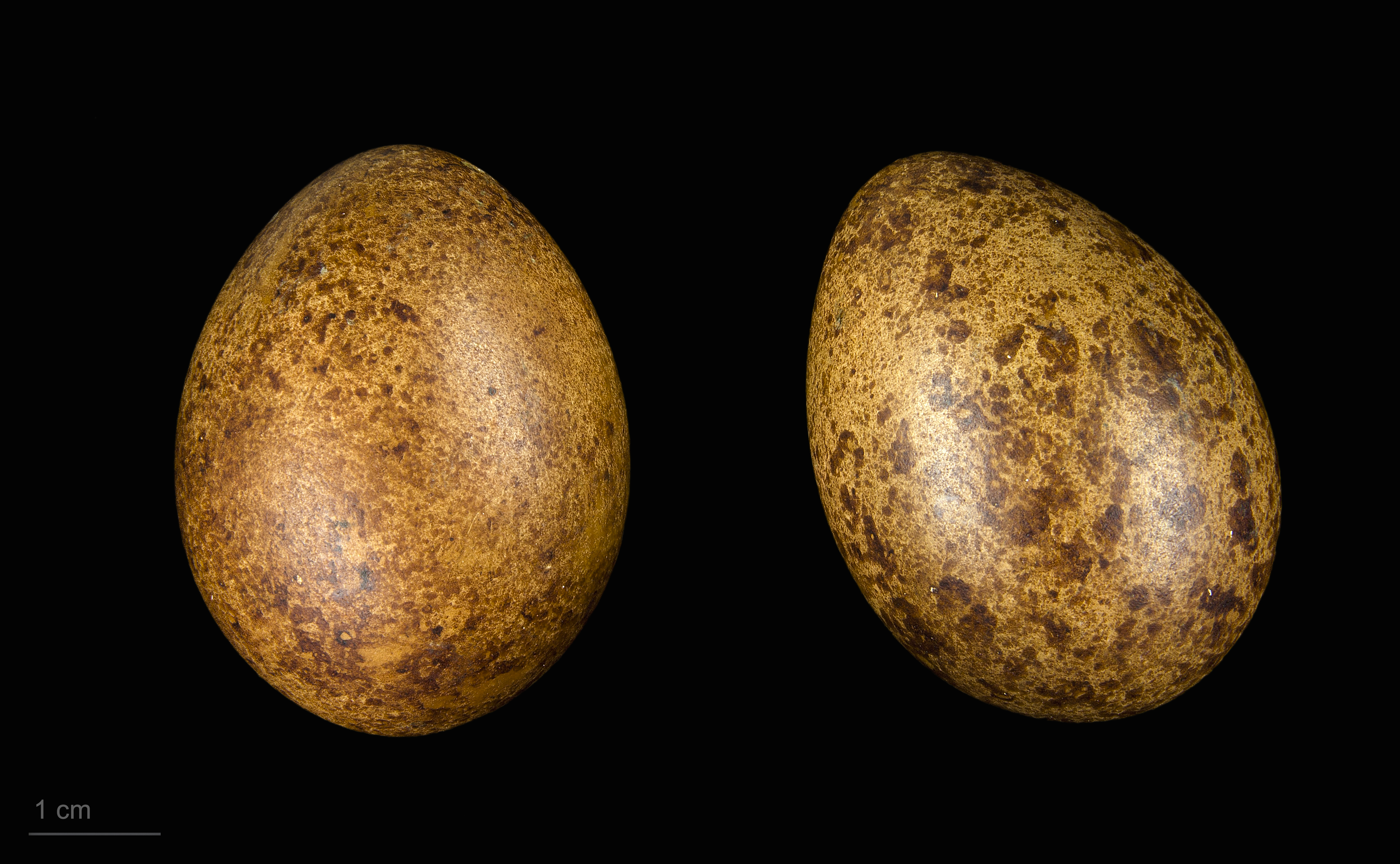
Elanus caeruleus hypoleucus - MHNT.

## Répartition
L'Élanion blac vit essentiellement en Afrique subsaharienne et en Asie tropicale.
En France, jusqu'au début des années 1990, cet oiseau ne pouvait être observé que dans le piémont occidental des Pyrénées où il s'est établi au Pays Basque et il a progressivement conquis de nouveaux territoires dans le Sud-Ouest de la France. Des ornithologues professionnels et amateurs ont reconnu des sites de reproduction dans le Nord-Ouest du Gers, dans des lieux encore inconnus du grand public, pour protéger l'espèce. En 2012, un couple accompagné de trois juvéniles a été observé en Mayenne. En octobre 2020 un couple et deux juvéniles sont observés en Maine-et-Loire. En 2021, sa progression a atteint la Bourgogne-Franche-Comté, où les premiers individus nicheurs ont été observés.

## Sous-espèces
D'après la classification de référence (version 14.1, 2024) de l'Union internationale des ornithologues, l'Élanion blac possède 3 sous-espèces (ordre philogénique) :
- Elanus caeruleus caeruleus (Desfontaines, 1789) : sud-ouest de la péninsule Ibérique, Afrique et sud-ouest de la péninsule Arabique ;
- Elanus caeruleus vociferus (Latham, 1790) : du Pakistan à l'est de la Chine, péninsule Malaise et Indochine ;
- Elanus caeruleus hypoleucus Gould, 1859 : Insulinde et Nouvelle Guinée.

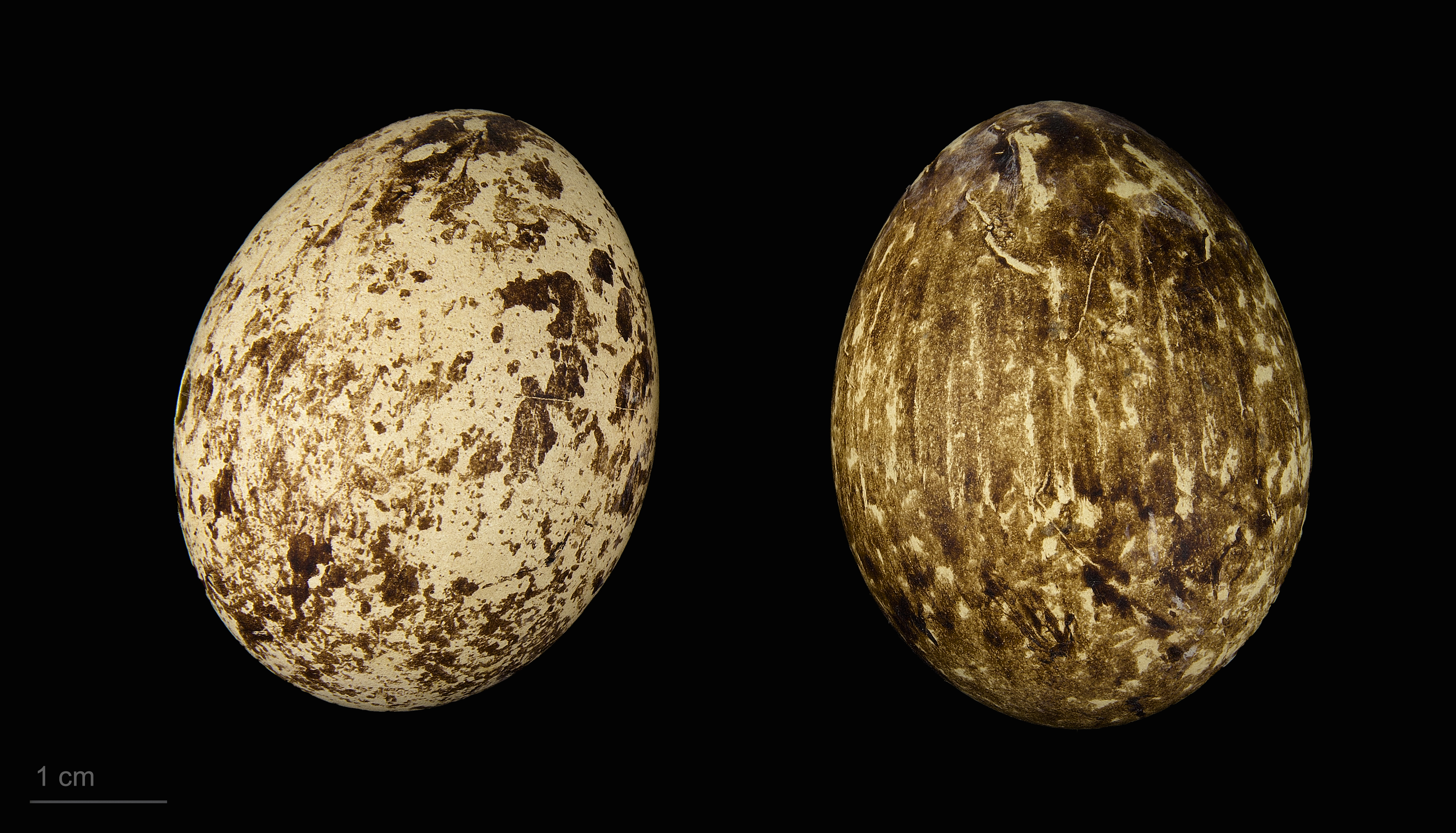
Elanus caeruleus - MHNT.

## Classification
Cette espèce a été décrite pour la première fois en 1789 sous le basionyme de Falco cæruleus par le naturaliste français René Desfontaines (1750-1833), puis recombinée dans le genre Elanus en 1809 par son homologue Ludovic Savatier (1830-1891). Ce genre est assigné à la famille des Accipitridae.